# TL;DR
TL;DR, tl;dr o tldr és una abreviatura en anglès de "massa llarg; no ho he llegit " ("too long; didn't read"). És una expressió a Internet per a dir que s'ha ignorat algun text a causa de la seua llargada. També s'utilitza per introduir un resum d'una publicació en línia o d'un article de notícies. Acadèmicament aquest resum es coneix com a abstract, en anglès.
La frase es remunta al 2002, a tot tardar, i es va afegir a l'Oxford Dictionaries Online el 2013.